# Лебедев, Валерий Александрович
Валерий Александрович Лебедев (22 октября 1941 — 17 октября 2020) — советский инженер-электрик, гендиректор Красноярского горно-химического комбината (1989—1999), в 1993 году — народный депутат России.

## Биография
Родился 22 октября 1941 г. в д. Каблуково Ильинского района Ивановской области.
Окончил семилетнюю школу (1956), Ивановский энергетический техникум, Красноярский политехнический институт (1968, заочно) и аспирантуру Московского энергетического института (1981).
В 1960-е гг. электромонтер ТЭЦ гидрохимического завода.
С 1968 г. работал на Горно-химическом комбинате (Железногорск): дежурный инженер-электрик, начальник электроцеха ТЭЦ, старший дежурный инженер, начальник смены, главный инженер ТЭЦ.
В 1979—1989 гг. заместитель директора ГХК. В1989-1994 гг. директор, с 1995 г.- генеральный директор государственного предприятия «Красноярский горно-химический комбинат».
25 апреля 1993 г. избран народным депутатом РФ от Красноярского национально-территориального округа N 19.
В 1999—2002 гг. — заместитель министра атомной промышленности РФ.
В 2003 г. вернулся на Красноярский горно-химический комбинат в качестве заместителя генерального директора по развитию.
Кандидат технических наук, доцент Красноярского государственного университета.
Награждён орденом Почёта (2000).
Семья: жена, двое детей.